# 費爾菲爾德 (緬因州)
費爾菲爾德（英語：Fairfield）是一個位於美國緬因州薩默塞特縣的鎮。

## 人口
根據2020年美國人口普查的數據，費爾菲爾德的面積為141.36平方千米，當中陸地面積為139.21平方千米，而水域面積為2.15平方千米。當地共有人口6484人，而人口密度為每平方千米46人。